# Дельмес, Вернер
Вернер Дельмес (нем. Werner Delmes, 28 сентября 1930, Кёльн, Германия — 13 января 2022) — немецкий хоккеист (хоккей на траве), полузащитник. Бронзовый призёр летних Олимпийских игр 1956 года.

## Биография
Вернер Дельмес родился 28 сентября 1930 года в немецком городе Кёльн.
Играл в хоккей на траве за «Рот-Вайсс» из Кёльна.
В 1956 году вошёл в состав сборной ОГК по хоккею на траве на Олимпийских играх в Мельбурне и завоевал бронзовую медаль. Играл на позиции полузащитника, провёл 5 матчей, мячей не забивал.
21 января 1957 года за завоевание бронзы на летних Олимпийских играх в Мельбурне удостоен высшей спортивной награды ФРГ — «Серебряного лаврового листа».
В 1960 году вошёл в состав сборной ОГК по хоккею на траве на Олимпийских играх в Риме, занявшей 7-е место. Играл на позиции полузащитника, провёл 5 матчей, забил 1 мяч в ворота сборной Пакистана.
В 1954—1962 годах провёл 40 матчей за сборную ФРГ.
По окончании игровой карьеры стал менеджером Немецкой хоккейной ассоциации. В 1972 году был тренером сборной ФРГ на летних Олимпийских играх в Мюнхене и завоевал с ней первое золото в истории немецкого хоккея на траве.
Умер 13 января 2022 года.